# Konstantin Simieonow
Konstantin Arsienjewicz Simieonow (ros. Константин Арсеньевич Симеонов, ur. 7 czerwca?/20 czerwca 1910 w Koznakowie, zm. 3 stycznia 1987) – radziecki dyrygent, Ludowy Artysta ZSRR (1962), laureat Państwowej Nagrody im. Tarasa Szewczenki.
W 1936 ukończył konserwatorium w Leningradzie, był uczniem Ilji Musina i Aleksandra Gauka. W latach 1961–1966 i 1975–1976 dyrygent Opery kijowskiej, w latach 1967–1975 dyrygent Opery leningradzkiej. Dyrygował w teatrach za granicą, w tym w mediolańskiej La Scali.